# Dibi-madibi
 (mai 2024).
Si vous disposez d'ouvrages ou d'articles de référence ou si vous connaissez des sites web de qualité traitant du thème abordé ici, merci de compléter l'article en donnant les références utiles à sa vérifiabilité et en les liant à la section « Notes et références ».
Le dibi-madibi est une pratique foncière agraire originale utilisée dans le sud-ouest du Togo au début de l’introduction de la culture des plantations de caféiers et de cacaoyers introduite par les missionnaires allemands venus de Brême. Ces cultures firent très vite l’objet d’un programme systématique de diffusion par l’administration allemande entre 1890 et 1900 alors qu'auparavant les populations occupant ces régions du sud-ouest du Togo (riches en pluviométrie abondantes) n'étaient habituées aux petites plantations. 
Ainsi donc, dès la création des premières plantations de caféiers et de cacaoyers, une main-d’œuvre abondante vint de l’extérieur de la région gonfler cette force de travail disponible obligeant les propriétaires terriens à trouver un mode de partage et d'exploitation de leurs terres.

## Fonctionnement
Le fonctionnement du dibi-madibi suit un mécanisme qu’on peut schématiser comme suite : un exploitant venu de l’extérieur, souvent du nord du pays crée la plantation sur une parcelle offerte par le propriétaire foncier et l’entretient jusqu'au moment où la production devient régulière, il dispose de la totalité du revenu issu des premières récoltes. Ensuite subvient le mécanisme de partage. La plantation est partagée en deux parties égales au profit des deux acteurs dès que la production devient régulière.

## Contrat
Le dibi-madibi se révèle un contrat assez formaliste, même si rarement documenté et n'est valable que pour les terrains destinés aux cultures pérennes, dans ce cas le café et cacao.
Le respect d'un tel contrat bien que non écrit réside aussi dans le fait que toutes les parties prenantes considèrent avant tout que la terre est une entité spirituelle, appartenant aux ancêtres. Pour ce fait, avant la conclusion du contrat, les parties accompagnées de quelques témoins se rendent sur le terrain devant faire l’objet du contrat. Le propriétaire foncier indique au futur exploitant les limites de son bien foncier. Après cette visite des lieux, on fait des sacrifices aux mânes des ancêtres accompagnées par une libation, non seulement à elle la terre à occuper, mais aussi aux ancêtres qui en sont les vrais propriétaires, après quoi le contrat peut se considérer conclu.
Après la conclusion du contrat, le futur exploitant, fournit des boissons et parfois des mets qui sont consommés par toute l’assistance. Une fois ces formalités remplies, le contrat peut se considérer définitivement conclu entre le propriétaire terrien (Agbleto) et l’exploitant (Apavi). 

## Zone de pratique
La région qui fait l’objet de cette pratique représente la partie de la chaîne des monts du Togo située au sud du parallèle 8°N où les altitudes les plus élevées atteignent en moyenne 800 m, avec pour point culminant le mont Dzogadzeto (972 m). Elle s’étend sur près de 7500 km2 soit 13 % du territoire et regroupe environ 15 % de la population du pays. Sur le plan administratif, elle couvre sept préfectures (Amou, Wawa, Kloto, Agou, Kpélé, Danyi, Akébou). Les groupes ethniques dominants dans ces préfectures sont les Ewé, les Akposso et les Akébou, installés dans la région depuis le XVIIe (Gu-Konu, 1978). (la région fournit 90% du café et presque la totalité du cacao produit par le Togo)

## La durée du contrat
La durée de la période intermédiaire (période qui sépare la conclusion du contrat du partage du terrain) est globalement d’une dizaine d’années. En effet, le principe est que le partage du terrain advienne dès que la plantation commence à produire. Toutefois, considérant le nombre d'années que prend un caféier ou un cacaoyer pour commencer à produire, la pratique veut que le partage ne soit fait que trois ans après la première récolte, laquelle n’intervient que six ou sept ans après la "complantation" du terrain. La conséquence est que la période intermédiaire dure neuf ou dix ans. Mais cette durée peut varier. Les éléments dont on se sert dans la détermination de ce délai sont non seulement la date de création de la plantation, mais aussi et surtout le moment de production du verger. Il en résulte que cette durée peut être écourtée ou rallonger suivant le temps que le verger prend pour enter en production.
En réalité, même si ce partage concerne exclusivement la parcelle d’exploitation, le contrat garantit à l’exploitant la jouissance de sa parcelle durant toute la durée de vie physique des arbres, cette durée peut se révéler très longue. 